# Верхлес
Верхлес (бел. Верхлес) — деревня в Червенском районе Минской области. Входит в состав Смиловичского сельсовета.

## Географическое положение
Находится примерно в 27 километрах к северо-западу от райцентра, в 37 км от Минска, в 22 км от железнодорожной станции Руденск линии Минск-Осиповичи, вблизи автодороги Минск—Могилёв.

## История
На 1858 год деревня в составе Игуменского уезда Минской губернии, принадлежавшая помещице К. Ельской, где насчитывалось 103 жителя. Согласно переписи населения Российской империи 1897 года входила в состав Смиловичской волости, здесь был 31 двор, проживали 179 человек, функционировал хлебозапасный магазин. На начало XX века здесь было 40 дворов и 211 жителей. На 1917 год дворов было 58, жителей — 294. С февраля по декабрь 1918 года деревня была оккупирована немецкими войсками, с августа 1919 по июль 1920 — польскими. 20 августа 1924 года деревня вошла в состав вновь образованного Корзуновского сельсовета Смиловичского района Минского округа (с 20 февраля 1938 — Минской области). 18 января 1931 года передана в Пуховичский район, 12 февраля 1935 года — в Руденский район. Согласно Переписи населения СССР 1926 года в деревне было 50 дворов, проживали 274 человека. Во время Великой Отечественной войны деревня была оккупирована немцами с конца июня 1941 года, 11 её жителей не вернулись с фронта. Освобождена в начале июля 1944 года. В 1954 году в связи с упразднением Корзуновского сельсовета вошла в Смиловичский сельсовет. 20 января 1960 года деревня была передана в Червенский район, тогда там насчитывалось 249 жителей. В 1980-е годы деревня относилась к хозяйству Смиловичского совхоза-техникума, здесь функционировала птицеферма. По итогам переписи населения Белоруссии 1997 года в деревне насчитывалось 65 домов и 195 жителей, тогда там функционировала животноводческая ферма, был магазин. На 2013 год 55 жилых домов, 159 жителей.

## Население
- 1858 — 103 жителя
- 1897 — 31 двор, 179 жителей
- начало XX века —  40 дворов, 211 жителей

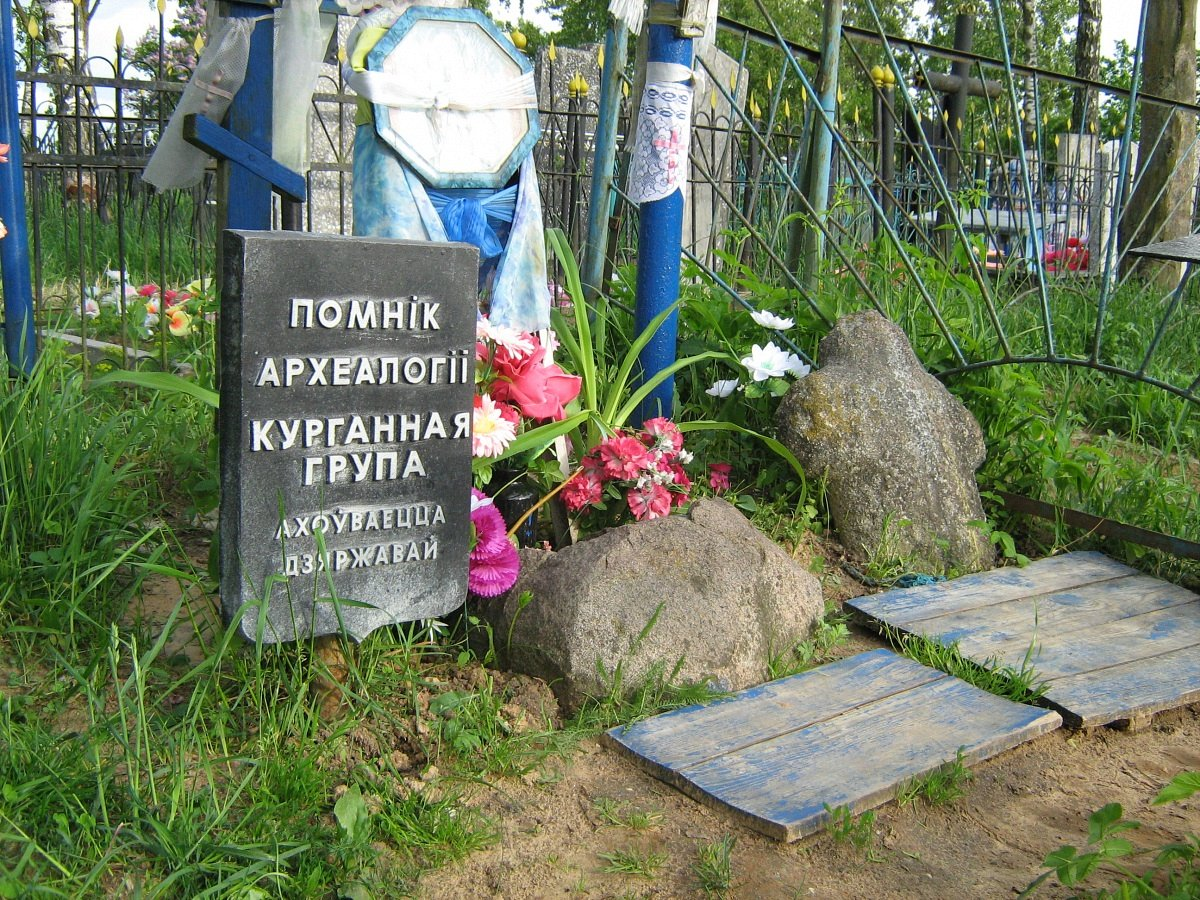
Камень-следовик на кладбище

- 1917 — 58 дворов, 294 жителя
- 1926 — 50 дворов, 274 жителя
- 1960 — 249 жителей
- 1997 — 65 дворов, 195 жителей
- 2013 — 55 дворов, 159 жителей

## Достопримечательности
- На деревенском кладбище расположен камень—следовик, датируемый VI-X веками.